# 제니퍼 헤트릭
제니퍼 헤트릭(Jennifer Hetrick, 1958년 5월 12일 ~ )은 미국의 텔레비전 배우, 영화배우이다.

## 영화
- 500일의 썸머 (2009년)
- 프로피트 (1996년)
- 바디 오브 에버던스 (1992년)
- 내전 (1991년)
- 스타 트렉 - 넥스트 제너레이션 TV 시리즈 (1987년)
- LA 로 (1986년)
- 스퀴즈 플레이 (1979년)